# Dick Martin
Dick Martin (* 30. Januar 1922 in Battle Creek, Michigan; † 24. Mai 2008 in Santa Monica, Kalifornien) war ein US-amerikanischer Komiker, Schauspieler und Regisseur, mehrfach für den Emmy nominiert.

## Leben
Am Anfang seiner Karriere war Martin Teil des Autorenteams der populären Comedy-Radiosendung Duffy's Tavern. In den 1950er Jahren gründete er zusammen mit Dan Rowan das Komikerduo Rowan and Martin. Neben Bühnenauftritten waren sie häufig Gäste in der Colgate Comedy Hour auf dem Fernsehsender NBC. Zusammen mit Rowan entwickelte er 1968 die Fernsehshow Rowan & Martin's Laugh-In, welche von 1968 bis 1973 ausgestrahlt wurde. Für diese Sendung wurden die beiden zwischen 1969 und 1971 vierfach für den Emmy nominiert und konnten ihn 1970 gewinnen.
Nachdem sich Rowan zur Ruhe gesetzt hatte, begann Martin eine zweite Karriere als Regisseur von Fernsehserien wie Familienbande, Sledge Hammer! und Brothers.
Im Lauf seiner Karriere war Martin auch als Schauspieler tätig. 1962 war er an der Seite von Lucille Ball in der Sitcom Hoppla Lucy! zu sehen. Er spielte Gastrollen in verschiedenen Fernsehserien wie Love Boat, Fantasy Island, Sledge Hammer! und Baywatch sowie in Hollywoodfilmen wie Spion in Spitzenhöschen und war oft Gaststar in amerikanischen Game-Shows.
Von 1971 bis 1975 und erneut von 1978 bis zu seinem Tode war er mit der Schauspielerin Dolly Read verheiratet.

## Filmografie (Auswahl)
Als Darsteller
- 1951: Ein Geschenk des Himmels (Father’s Little Dividend)
- 1958: Once Upon a Horse…
- 1962–1963: Hoppla Lucy! (The Lucy Show, Fernsehserie, 10 Folgen)
- 1966: Spion in Spitzenhöschen (The Glass Bottom Boat)
- 1969: The Maltese Bippy
- 1978: Erst 16 und schon auf vollen Touren (Zero to Sixty)
- 1978–1982: Love Boat (The Love Boat, Fernsehserie, 5 Folgen)
- 1979: Fantasy Island (Fernsehserie, 1 Folge)
- 1981: Eine schöne Bescherung (Carbon Copy)
- 1990: Ferris Bueller (Fernsehserie, 1 Folge)
- 1991: Mit Herz und Scherz (Coach, Fernsehserie, 2 Folgen)
- 1993/1999: Diagnose: Mord (Diagnosis: Murder, Fernsehserie, 2 Folgen)
- 1994: Immer Ärger mit Dave (Dave’s World, Fernsehserie, 1 Folge)
- 1996: Hinterm Mond gleich links (3rd Rock from the Sun, Fernsehserie, 1 Folge)
- 1997: Baywatch – Die Rettungsschwimmer von Malibu (Baywatch, Fernsehserie, 1 Folge)
- 1998: Die Nanny (The Nanny, Fernsehserie, 1 Folge)
- 1998: Air Bud 2 – Golden Receiver
- 1998–1999: Ein Trio zum Anbeißen (Two Guys and a Girl, Fernsehserie, 2 Folgen)
- 2000: Old Drum – Gut gebellt ist halb gewonnen (Fernsehfilm)
- 2001: Bartleby